# Episodi di Settimo cielo (nona stagione)
La nona stagione della serie televisiva Settimo cielo (7th Heaven), composta da 22 episodi, è stata trasmessa per la prima volta negli Stati Uniti dal 13 settembre 2004 al 23 maggio 2005 sulla rete The WB. In Italia è stata trasmessa in prima visione su Italia 1 dal 23 giugno al 1º agosto 2005.
| nº | Titolo originale                     | Titolo italiano          | Prima TV USA      | Prima TV Italia |
| -- | ------------------------------------ | ------------------------ | ----------------- | --------------- |
| 1  | Dropping Trou                        | Pantaloni a vita bassa   | 13 settembre 2004 | 23 giugno 2005  |
| 2  | The Best Laid Plans                  | Progetti di vita         | 20 settembre 2004 | 24 giugno 2005  |
| 3  | Song of Lucy                         | Un bel sermone           | 27 settembre 2004 | 27 giugno 2005  |
| 4  | Bad Boys, Bad Boys, Whatcha Gonna Do | L'adozione               | 4 ottobre 2004    | 28 giugno 2005  |
| 5  | Vote                                 | Il diritto di voto       | 11 ottobre 2004   | 29 giugno 2005  |
| 6  | Fathers                              | Padri e figli            | 18 ottobre 2004   | 30 giugno 2005  |
| 7  | Regret to Inform                     | Notizie spiacevoli       | 25 ottobre 2004   | 4 luglio 2005   |
| 8  | Why Not Me?                          | Perché io no?            | 1º novembre 2004  | 5 luglio 2005   |
| 9  | Thanksgiving                         | Il Ringraziamento        | 15 novembre 2004  | 6 luglio 2005   |
| 10 | Gratitude                            | La gratitudine           | 22 novembre 2004  | 7 luglio 2005   |
| 11 | Wayne's World                        | Il mondo di Wayne        | 29 dicembre 2004  | 11 luglio 2005  |
| 12 | Paper or Plastic?                    | Carta o plastica?        | 24 gennaio 2005   | 12 luglio 2005  |
| 13 | The Fine Art of Parenting            | Vivere da soli           | 31 gennaio 2005   | 13 luglio 2005  |
| 14 | First Date                           | Il primo appuntamento    | 7 febbraio 2005   | 14 luglio 2005  |
| 15 | Red Socks                            | I calzini rossi          | 14 febbraio 2005  | 18 luglio 2005  |
| 16 | Brotherly Love                       | Amore fraterno           | 21 febbraio 2005  | 19 luglio 2005  |
| 17 | Tangled Web We Weaved                | La trappola delle bugie  | 28 febbraio 2005  | 20 luglio 2005  |
| 18 | Honor Thy Mother                     | Madre e figli            | 25 aprile 2005    | 21 luglio 2005  |
| 19 | Hungry                               | La povertà               | 9 maggio 2005     | 25 luglio 2005  |
| 20 | Leaps of Faith                       | Crisi mistica            | 9 maggio 2005     | 26 luglio 2005  |
| 21 | Mi Familia: Part 1                   | La mia famiglia: Parte 1 | 16 maggio 2005    | 30 luglio 2005  |
| 22 | Mi Familia: Part 2                   | La mia famiglia: Parte 2 | 23 maggio 2005    | 1º agosto 2005  |

## Pantaloni a vita bassa
- Titolo originale: Dropping Trou
- Diretto da: Joel J. Feigenbaum
- Scritto da: Brenda Hampton

### Trama
Simon sembra essere estremamente vicino alla sua nuova ragazza Georgia; Eric e Annie pensano che stiano facendo sesso e sono spinti a interrogare Simon al riguardo. Quando finalmente la verità viene fuori, si scandalizzano e cercano di seguire la coppia quando sono fuori a cena in un ristorante di lusso. Nel frattempo, Kevin teme che la futura madre Lucy neghi la sua gravidanza quando si rifiuta di acquistare vestiti premaman anche se i suoi pantaloni continuano a cadere; Matt torna per una visita e viene trascinato nel dramma familiare, in particolare nella situazione Simon/Georgia, che sente che i suoi genitori non stanno gestendo bene. La nuova matricola del liceo Ruthie si mette nei guai facendo uno scherzo a Martin a scuola, e i gemelli si trovano nei guai il loro primo giorno di asilo.
- Guest star: Andi Chapman (preside del liceo)

## Progetti di vita
- Titolo originale: The Best Laid Plans
- Diretto da: Harry Harris
- Scritto da: Brenda Hampton

### Trama
Simon è seccato e non vuole parlare con i suoi genitori della sua relazione con Georgia, soprattutto dopo aver litigato con Eric e Annie durante il suo appuntamento con Georgia in un ristorante di lusso. Nonostante ciò, ammette che sta facendo sesso con la sua ragazza ed è attualmente in libertà vigilata disciplinare al college con lei per aver saltato le lezioni, ma sta ancora mantenendo una media alta. Eric si sente ispirato a iniziare un programma di sola astinenza in chiesa e Lucy accetta con entusiasmo, ma con alcune condizioni. Inoltre, Lucy e Kevin scoprono il sesso del loro bambino e Lucy mette in dubbio la sua capacità di essere una buona madre. Matt è preoccupato che Martin abbia ancora il cuore spezzato per Cecilia e le parla della nuova relazione di Simon, ma Martin ha altri problemi a cui pensare. Matt spinge Ruthie a scusarsi con Martin per averlo preso in giro, ma il suo crescente problema di atteggiamento non la porta da nessuna parte.
- Guest star: Andi Chapman (preside del liceo), Jess Henecke (cameriere), Jerry Koklch (ospite), Costas Alexander (aiuto cameriere)

## Un bel sermone
- Titolo originale: Song of Lucy aka The Song of Lucy
- Diretto da: Joel J. Feigenbaum
- Scritto da: Sue Tenney

### Trama
Sebbene sia preoccupata per il programma della lezione per l'astinenza che sta insegnando in chiesa, Lucy è entusiasta quando Eric le assegna il ruolo di pastore associato e le dice che domenica terrà il suo primo sermone. Nel frattempo, Simon inizia a vedere l'ex terapista di Eric, il dottor Gibson, che lo aiuta ad affrontare alcuni problemi personali. Durante una delle sessioni, Simon si rende conto di aver usato la sua relazione con Georgia per bloccare il senso di colpa che prova ancora per l'incidente d'auto mortale. Infine, Ruthie si innamora di un ragazzo che incontra in punizione, Harry, un ragazzo adottivo che attualmente vive in una struttura della contea. Nonostante l'approvazione di Eric, Martin ha delle riserve e tiene d'occhio la coppia quando Harry arriva a casa.
- Guest star: Aaron Carter (Harry), David Piel (dottor Bob Gibson)

## L'adozione
- Titolo originale: Bad Boys, Bad Boys, Whatcha Gonna Do
- Diretto da: Michael Preece
- Scritto da: Elaine Arata

### Trama
Simon fa i conti con le sue paure per l'incidente e va in bicicletta con Justin, mentre Ruthie e Harry decidono di rompere. Nel frattempo, Lucy consiglia una ragazza incinta.
- Guest star: Amanda Fuller (Leanne), Aaron Carter (Harry), Joey Gray (Justin Smith), Paul Keeley (signor Shearers), Tricia Leigh Fisher (signora Shearers), Antoinette Spolar-Levine (Bernette Owen), Jon Curry (Marcus Owen), Tim Halligan (Ty Bates), Meagen Fay (Connie), Elizabeth Sampson (Kay Bates), Ken Weiler (volontario), Eric Parker (Charlie Bates)

## Il diritto di voto
- Titolo originale: Vote
- Diretto da: Joel J. Feigenbaum
- Scritto da: Chris Olsen

### Trama
Dopo aver visto quanto Martin sa di politica mondiale, Ruthie fa ricerche per sviluppare le proprie opinioni sull'argomento. Nel frattempo, Eric e Annie sospettano ciascuno che l'altro non abbia votato alle precedenti elezioni presidenziali statunitensi; sotto la pressione di registrarsi per votare, Lucy si rende conto che nemmeno Kevin è registrato nella loro zona. Mentre Eric cerca di insegnare ai gemelli l'importanza del voto in America, ricorda costantemente a tutta la famiglia di votare il giorno delle elezioni.
- Guest star: Kenneth Schmidt (Mark), Randa Sabbah (Jill Dupree), Andrew James Allen (Phil), Christian Salazar (Wally), Adam Weisman (Andrew), John Wynn (Eddie), Adrian Davis (Lewis), Jeff Francos (signor Nichols), Ali Al Sarraf (Tarek), Alec Medlock (Bart), Tarek Kholaki (Jay), Adam Crosby (Thomas), Rebecca Strassner (Rita), Porscha Coleman (Angela), Ian Nelson (Monty)

## Padri e figli
- Titolo originale: Fathers
- Diretto da: Harry Harris
- Scritto da: Jeff Olsen

### Trama
Eric cerca aiuto dall'ex fidanzato di Mary, Wilson West, quando il nuovo padre adolescente Charlie gli dice che ha commesso un terribile errore e non può sopportare la responsabilità della paternità. Intanto il fratello di Kevin, Ben, arriva in città e mostra un insolito interesse per la gravidanza di Lucy, schierandosi con lei quando lei e Kevin discutono sulla scelta del ginecologo. Ruthie ha intenzione di uscire di nascosto con Martin e il suo migliore amico Mac, ma finisce per rimanere delusa.
- Guest star: Andrew Keegan (Wilson West), Amanda Noret (giovane donna), Ginny Harman (infermiera), Eric Parker (Charlie Bates), Kyle Searles (Mac), Geoff Stults (Ben Kinkirk)

## Notizie spiacevoli
- Titolo originale: Regret to Inform
- Diretto da: Harvey S. Laidman
- Scritto da: Jeffrey Rodgers

### Trama
Quando Kevin induce di proposito Venus a credere che Martin sia un agente di polizia alle prime armi, lei esprime rapidamente interesse per lui e lo invita a casa sua, e Mac lo incoraggia ad accettare l'invito. Martin ha difficoltà a rivelare la verità dopo aver appreso che il padre di Venus sta prestando servizio in Medio Oriente. Nel frattempo, Eric e Annie sono preoccupati che Martin si stia dando da fare con Venus e arruolano Kevin per sistemare le cose, il che porta solo a voci alla stazione di polizia secondo le quali Kevin sta tradendo Lucy. Mac diffonde anche voci su Martin a scuola quando Venus si presenta lì per lavoro. Infine, Ben continua a nascondere la sua relazione con la nuova ginecologa di Lucy, anche se trascorrono un fine settimana insieme.
- Guest star: Jules Leyser (dottoressa Miranda Pearson), Alec Medlock (Bart), Kenneth Schmidt (Mark), Richard Jenik (agente Phil), Martha Plimpton (Venus), Deren LeRoy (Rick), Grant Garrison (poliziotto), Peter Simon (Perp), Kyle Searles (Mac), Geoff Stults (Ben Kinkirk)

## Perché io no?
- Titolo originale: Why Not Me?
- Diretto da: Joel J. Feigenbaum
- Scritto da: Sue Tenney

### Trama
Kevin scopre che Simon è stato cacciato dalla sua stanza del dormitorio per aver permesso a una ragazza di nome Christina di pernottare; Simon chiede l'aiuto della famiglia per trovare una nuova casa per lui e Christina, ed Eric interviene per occuparsene quando le cose diventano più complicate.
- Guest star: Ian Nelson (Monty), Stephanie Venditto (Billie), Yvette Gonzalez-Nacer (donna n°1), Lyndsay Martin (donna n°2), Lauren Storm (Christina Davies), Colin Bain (Jimmy), Drake Johnston (Danny Davies), Megan Henning (Meredith Davies), Kimberly Scott (Greta), James C. Victor (decano degli studenti), Mackenzie Phillips (Allison Davies), Alyssa Spradley (Kelly Davies)

## Il Ringraziamento
- Titolo originale: Thanksgiving
- Diretto da: Harry Harris
- Scritto da: Sue Tenney

### Trama
Due settimane prima del Ringraziamento, Eric e i bambini notano che Annie si comporta in modo strano, soprattutto dopo aver appreso che Matt e Sarah (la guest star Sarah Danielle Madison) non potranno trascorrere le vacanze a Glenoak; poi non è contenta quando si presentano presto per passare del tempo con la famiglia prima delle vacanze. La maggior parte della famiglia ha i propri piani per il Ringraziamento ed Eric si preoccupa di come Annie prenderà la notizia. Nel frattempo, Carlos telefona per dire che lui, Mary e il piccolo Charles stanno trascorrendo le vacanze a Puerto Rico con la famiglia di Carlos e vogliono che Ruthie si unisca a loro. Simon invece decide di restare a scuola per lavoro, nervoso all'idea di raccontare ai suoi genitori qualcosa su di lui e Georgia, mentre Martin ha intenzione di andare in campeggio con Mac. Infine Lucy, volitiva e incinta, è determinata a cucinare e a decorare la casa quest'anno.
- Guest star: Carlos Ponce (Carlos Rivera), Kyle Searles (Mac)

## La gratitudine
- Titolo originale: Gratitude
- Diretto da: Fred Einesman
- Scritto da: Fred Einesman

### Trama
Simon cerca di capire come dire ai suoi genitori che Georgia è incinta, ignaro che c'è dell'altro nella storia. Sulla via del ritorno dal Ringraziamento con Ginger, Eric e Annie ricordano il tempo trascorso insieme. Lucy sviene al supermercato mentre fa la spesa con Matt e non riescono a rintracciare Kevin, mentre Ruthie non si sta divertendo molto a Puerto Rico.
- Guest star: Rheagan Wallace (Georgia Huffington), Tait Ruppert (cassiere), Richard Jenik (agente Phil), Yvette Nicole Brown (Leah Morris), Seth William Meier (paramedico), Ann Marie Lee (infermiera n°1), Mary Mara (infermiera n°2), Matt Gould (Ryan Miller), Susan Grace (Clerk)

## Il mondo di Wayne
- Titolo originale: Wayne's World
- Diretto da: Joel J. Feigenbaum
- Scritto da: Sue Tenney

### Trama
Lucy è bloccata sul letto e l'intera famiglia è bloccata dal suo cattivo umore, soprattutto mentre cerca di completare il suo compito finale per la scuola. L'atteggiamento di Martin causa problemi con i suoi insegnanti, amici e allenatori, e Ruthie pensa di sapere cosa lo sta causando. Wayne Newton fa un'apparizione a sorpresa sulla soglia dei Camden per consegnare a uno di loro un messaggio importante.
- Guest star: Lukas Behnken (Nick), Kevin Dunn (Coach Terry Hardwick), Wayne Newton (se stesso), Paul Messinger (Dean Ryan)

## Carta o plastica?
- Titolo originale: Paper or Plastic? aka Paper or Plastic
- Diretto da: Michael Preece
- Scritto da: Jeffrey Rodgers

### Trama
Matt finalmente si offre di far uscire di casa Lucy per il pomeriggio in modo che la famiglia possa prepararle una festa per il bambino, ma nessuno si aspetta che inizi il travaglio nell'ascensore del centro commerciale. Ruthie rovina la stravagante sorpresa di Kevin per Lucy dando la sua onesta opinione al riguardo.
- Guest star: Kathleen M. Darey (Margeret), Patricia Gebhard (Jenny), Jennie Ventriss (Nina), Carol Kiernan (Debra), David Backus (elettricista), Matt Winston (Mitch), Charles Emmett (direttore del negozio), Karly Rothenberg (Linda), Molly Preece (Judy)

## Vivere da soli
- Titolo originale: The Fine Art of Parenting
- Diretto da: Harry Harris
- Scritto da: Justin Trofholz

### Trama
Kevin e Lucy tornano a casa Camden, il che significa che avranno molto aiuto con la loro neonata Savannah, ma Lucy si scontra sia con suo marito che con sua madre su alcune delle loro decisioni genitoriali ed Eric pensa che lui e Annie si stiano intromettendo troppo. Nel frattempo, una compagna di classe di Martin diffonde una falsa voce su di loro e Ruthie la usa per ottenere ciò che vuole da lui, mentre Vincent viene a casa per parlare con Eric dell'uscita con Ruthie.
- Guest star: Katie Cassidy (Zoe), Cheryl White (madre di Vincent), Tim Bagley (padre di Vincent), Sandy Mulvihill (Madeline), Karly Rothenberg (Linda)

## Il primo appuntamento
- Titolo originale: First Date
- Diretto da: Joel J. Feigenbaum
- Scritto da: Kelley Turk e Courtney Turk

### Trama
Ruthie è entusiasta quando i suoi genitori accettano con riluttanza di lasciarla andare al suo primo appuntamento ufficiale con Vincent; con un misto di emozione e caos tipico dei Camden, l'intera famiglia la aiuta a prepararsi.
- Guest star: Hiram Kasten (farmacista Irving Real), Cheryl White (madre di Vincent), Tim Bagley (padre di Vincent)

## I calzini rossi
- Titolo originale: Red Socks
- Diretto da: Michael Preece
- Scritto da: Martha Plimpton

### Trama
In questo speciale episodio musical, i Camden entrano nello spirito di San Valentino eseguendo successi classici, anche se Lucy è irritata dal fatto che Kevin stia lavorando durante le vacanze. Dopo tre giorni che non ha notizie di Vincent, Ruthie lo sorprende con un'altra ragazza. La famiglia festeggia il sesto compleanno dei gemelli.
- Guest star: Polly Cole (Anna), Katie Cassidy (Zoe)

## Amore fraterno
- Titolo originale: Brotherly Love
- Diretto da: Barry Watson
- Scritto da: Brenda Hampton

### Trama
Matt è sconvolto quando Simon vuole che gli prescriva pillole anticoncezionali per la sua nuova ragazza, e in casa si diffonde la falsa voce che lei sia incinta. Intanto, il precedente proprietario della nuova casa di Lucy e Kevin chiede loro di rivendergliela, mentre i ragazzi più grandi dei Camden nascondono un enorme segreto su Mary ai loro genitori, che sono furiosi perché Kevin ha una pistola in casa.
- Guest star: Michael Fairman (Milton Madison)

## La trappola delle bugie
- Titolo originale: Tangled Web We Weaved
- Diretto da: Joel J. Feigenbaum
- Scritto da: Brenda Hampton

### Trama
Simon va nel panico quando la sua ragazza ammette di avere una malattia sessualmente trasmissibile la mattina dopo che hanno dormito insieme. Martin e Mac beccano il fidanzato di Ruthie con un'altra ragazza. Matt, Simon, Lucy e Ruthie sono dispiaciuti per aver raccontato ai loro genitori di Mary, che Annie crede di nuovo incinta.
- Guest star: Ashley Benson (Margot), Olivia Allen (Sandra)

## Madri e figli
- Titolo originale: Honor Thy Mother
- Diretto da: Harry Harris
- Scritto da: Vicki Huff (sceneggiatura) e Brenda Hampton (soggetto)

### Trama
La non parrocchiana Marie Wagner vuole che Eric porti la sua anziana madre in una casa di cura, ma quando Eric incontra la signora Wagner vede che è ancora molto capace ed è Marie quella che ha bisogno di aiuto perché non è contenta della sua vita. In seguito, lo stress della signora Wagner per sua figlia la porta al pronto soccorso. Nel frattempo, la famiglia trascorre la giornata preparando una cena di famiglia speciale in onore del settantacinquesimo compleanno di nonna Jenny, e Ruthie litiga con Lucy mentre fa shopping perché vuole passare la giornata con Vincent senza che Annie lo sappia. Ben arriva a Glenoak e si mette a suo agio nell'appartamento del garage, ma Kevin non è felice perché voleva che sua madre e il suo nuovo marito fossero i primi a incontrare Savannah.
- Guest star: Bo Derek (signora Kinkirk), Louise Fletcher (signora Wagner), Melissa Gilbert (Marie Wagner)

## La povertà
- Titolo originale: Hungry
- Diretto da: Joel J. Feigenbaum
- Scritto da: Elaine Arata

### Trama
Dopo che la nuova fidanzata di Vincent, Margot, schernisce Ruthie perché indossa abiti di seconda mano, Ruthie sconvolta irrompe in bagno e trova la fidanzata di Martin, Zoe, che si sta riprendendo da uno svenimento. Zoe confida che suo padre non ha abbastanza soldi per il cibo e fa promettere a Ruthie di non dirlo a nessuno; più tardi, quando Martin la lascia perché non gli piace il suo atteggiamento presuntuoso, Zoe pensa che Ruthie l'abbia tradita. Nel frattempo, Kevin vuole passare del tempo da solo con Lucy ed è frustrato dalla sua ossessione per Savannah; Eric e Annie sospettano che Sam e David stiano fingendo di essere malati in modo da poter stare alzati fino a tardi e mangiare dolci, e Sam è geloso delle attenzioni che riceve David malato.
- Guest star: Jeremiah Hassemer (Glen), Ashley Benson (Margot), Leslie Karpmon (Veronica), Eric Podnar (Jeff), Porscha Coleman (Angela), Justis Bolding (Karlee), Allie McCall (ragazza n°1), Katie Cassidy (ragazza n°2), James Francis Kelly, III (Grant), Adam Nelson (Alan), Ritu Lal (ragazza n°2)

## Crisi mistica
- Titolo originale: Leaps of Faith
- Diretto da: Ronald E. High
- Scritto da: Jeffrey Rodgers

### Trama
Un Simon estremamente nervoso torna a casa a Glenoak per attendere i risultati del suo test sulle malattie sessualmente trasmissibili. Eric dà consigli a una madre di due figlie affette da anemia falciforme il cui padre assente vuole riportarle con sé a Memphis, Tennessee per curarle in un prestigioso ospedale. Nel frattempo l'ex fidanzato di Ruthie, Peter, e i suoi genitori Paris e Vic, che si aspettano e pretendono che Eric li sposi, fanno visita ai Camden, creando problemi a Ruthie e al suo attuale fidanzato Vincent. Lucy e Kevin non sono d'accordo su chi dovrebbe prendersi cura di Savannah quando Lucy tornerà al lavoro. Quando Martin perde una chiamata importante di suo padre in Iraq mentre è fuori con Zoe, ha dei ripensamenti sulla sua relazione.
- Guest star: Erika Alexander (Lynn Miles), Bree'anna Banks (Tonya), Brandi Vanice (Kristi), Scotty Leavenworth (Peter Petrowski), Bryan Callen (George 'Vic' Vickery Petrowski), Shannon Kenny (Paris Petrowski), Victor Love (Rusell Miles)

## La mia famiglia: Parte 1
- Titolo originale: Mi Familia: Part 1
- Diretto da: Joel J. Feigenbaum
- Scritto da: Sue Tenney

### Trama
Matt non sa come dare la terribile notizia ai suoi genitori che Mary ha chiesto il divorzio e ha firmato per la custodia di suo figlio. Simon informa la nuova fidanzata Rose che non farà sesso con lei, ma evita di spiegare il motivo; lei lo lascia poi torna da lui quando scopre le vere intenzioni di Simon per loro: il matrimonio. Nel frattempo, Vincent chiede a Martin di aiutarlo a rompere con Ruthie; Lucy e Kevin potrebbero aver finalmente trovato la loro casa perfetta, giusto in tempo, dato che Kevin è frustrato dal fatto che non si siano ancora trasferiti dai Camden. Nel frattempo i genitori di Cecilia, George e Gwen, vogliono adottare Danny Davis, poi quando scoprono che ha tre sorelle nei servizi sociali, decidono di accogliere in famiglia anche loro.
- Guest star: Sarah Thompson (Rose), Brad Maule (George Smith), Drake Johnston (Danny Davies), Alyssa Spradley (Kelly Davies), Megan Henning (Meredith Davies)

## La mia famiglia: Parte 2
- Titolo originale: Mi Familia: Part 2
- Diretto da: Joel J. Feigenbaum
- Scritto da: Sue Tenney

### Trama
Quando Simon e Rose vengono a Glenoak per incontrare i rispettivi genitori, Annie sospetta che la loro relazione sia seria e proibisce loro di dormire nella stessa stanza di casa sua; Rose obietta, poi acconsente con riluttanza. Nel frattempo, Eric nasconde ad Annie la notizia del divorzio di Mary; Martin diventa il terzo incomodo nella relazione tra Ruthie e Vincent; la madre biologica dei fratelli Davis si oppone al tentativo dei genitori di Cecilia di adottarli; il padre di Martin torna dall'Iraq.
- Guest star: Sarah Thompson (Rose), Drake Johnston (Danny Davies), Kimberly Scott (Greta), Megan Henning (Meredith Davies), Alyssa Spradley (Kelly Davies)